# Eriosoma phaenax
Eriosoma phaenax är en insektsart. Eriosoma phaenax ingår i släktet Eriosoma och familjen långrörsbladlöss. Inga underarter finns listade i Catalogue of Life.